# Pseudyrias arcadelti
Pseudyrias arcadelti är en fjärilsart som beskrevs av William Schaus 1933. Pseudyrias arcadelti ingår i släktet Pseudyrias och familjen nattflyn. Inga underarter finns listade.